# Washington Olivera
Washington Olivera (Montevideo, 25 giugno 1954) è un ex calciatore uruguaiano, di ruolo attaccante.

## Carriera

### Club
Ha giocato nella massima serie dei campionati uruguaiano, cileno, statunitense e salvadoregno.

### Nazionale
Con la Nazionale uruguaiana ha preso parte alla Copa América 1979.

## Palmarès

### Club

#### Competizioni nazionali
- Campionato uruguaiano: 1

Peñarol: 1979